# Campionati europei di trampolino elastico 2016
I Campionati europei di trampolino elastico 2016 sono stati la 25ª edizione della competizione organizzata dalla Unione Europea di Ginnastica. Si sono svolti a Valladolid, in Spagna dal 31 marzo al 3 aprile.

## Medagliere
| Posiz. | Nazione     | Oro | Argento | Bronzo | Totale |
| ------ | ----------- | --- | ------- | ------ | ------ |
| 1      | Russia      | 7   | 7       | 1      | 15     |
| 2      | Regno Unito | 3   | 2       | 5      | 10     |
| 3      | Bielorussia | 2   | 2       | 0      | 4      |
| 4      | Portogallo  | 1   | 0       | 1      | 2      |
| 5      | Svezia      | 1   | 0       | 0      | 1      |
| 6      | Portogallo  | 0   | 1       | 3      | 4      |
| 7      | Spagna      | 0   | 1       | 2      | 3      |
| 8      | Ucraina     | 0   | 0       | 2      | 2      |
| 9      | Azerbaigian | 0   | 0       | 1      | 1      |
| 9      | Danimarca   | 0   | 0       | 1      | 1      |
| Totale | Totale      | 14  | 14      | 15     | 43     |

## Podi

### Uomini
| Evento                   | Oro                  | Argento            | Bronzo              |
| Individuale              | Uladzislau Hancharou | Dmitry Ushakov     | Nathan Bailey       |
| Sincronizzato            | Bielorussia          | Ucraina            | Portogallo          |
| Gara a squadre           | Russia               | Bielorussia        | Portogallo          |
| Minitrampolino           | Mikhail Zalomin      | Aleksandr Odintsov | Dmitriy Fedorovskiy |
| Minitrampolino a squadre | Russia               | Portogallo         | Spagna              |
| Tumbling                 | Tagir Murtazaev      | Kristof Willerton  | Grigory Noskov      |
| Tumbling a squadre       | Regno Unito          | Russia             | Danimarca           |

### Donne
| Evento                   | Oro                | Argento          | Bronzo             |
| Individuale              | Yana Pavlova       | Hanna Harchonak  | Katherine Driscoll |
| Sincronizzato            | Francia            | Russia           | Portogallo Ucraina |
| Gara a squadre           | Regno Unito        | Russia           | Spagna             |
| Minitrampolino           | Lina Sjoberg       | Polina Troianova | Kirsty Way         |
| Minitrampolino a squadre | Russia             | Spagna           | Regno Unito        |
| Tumbling                 | Anna Korobeinikova | Lucie Colebeck   | Rachel Davies      |
| Tumbling a squadre       | Regno Unito        | Russia           | Francia            |